# Bent Helweg-Møller

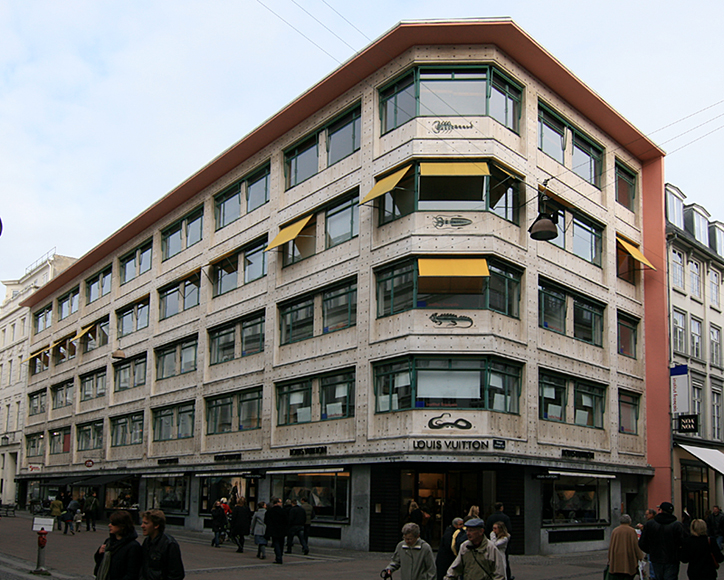
Svaneapoteket, Ny Østergade 2, Köpenhamn

Bent Helweg-Møller, född 8 juni 1883 i Odense, död 9 februari 1956, var en dansk arkitekt.
Helweg-Møller genomgick tekniska skola i Odense och blev samtidig praktiskt utbildad i murarhantverket, var en tid elev på Kunstakademiet och 1910–14 anställd som konstnärlig medarbetare på Den Kongelige Porcelænsfabrik. 
I Sverige ritade han i Göteborg år 1935 A.B. Gillblads Varuhus. Av hans verk kan förutom några hus i Odense nämnas restaureringen av Niels Brocks gård på Strandgade 36, ombyggnaden av Ny Kongensgade 3 och uppförandet av Hellesens enke och V. Ludvigsens fabrik på Hammershusgade, ombyggnaden av det så kallade Petersenske Jomfrukloster på Amagertorv 29,  det danska huset på världsutställningen i Rio de Janeiro 1922 samt Den Kongelige Porcelænsfabrik utställningspaviljonger på världsutställningen i Paris 1925 (Grand Prix). Han genomförde 1928 om- och tillbyggnaden av Heeringska gården på Christianshavn och 1934 (tillsammans med ingenjörerna C.N. Nøkkentved och Svend Friis Jespersen) Svaneapoteket på Østergade 18 i Köpenhamn (apoteket nedlagt 1994). Han byggde dessutom några lantställen på norra Själland och på Fyn, ombyggde herrgården Billeshave och byggde Berlingske huset på Pilestræde 34.